# Яринская
Яринская — деревня в Тарногском районе Вологодской области.
Входит в состав Спасского сельского поселения, с точки зрения административно-территориального деления — в Нижнеспасский сельсовет.
Расстояние до районного центра Тарногского Городка по автодороге — 51 км, до центра муниципального образования Никифоровской по прямой — 10 км. Ближайшие населённые пункты — Власьевская, Ильинская, Антипинская, Ваневская, Шеловская.
По переписи 2002 года население — 52 человека (26 мужчин, 26 женщин). Всё население — русские.